# Kameničko Podgorje
Kameničko Podgorje falu Horvátországban Varasd megyében. Közigazgatásilag Lepoglavához tartozik.

## Fekvése
Varasdtól 25 km-re nyugatra, községközpontjától 6 km-re északnyugatra a Ravna gora déli lábánál fekszik.

## Története
A falunak 1857-ben 379, 1910-ben 668 lakosa volt. A trianoni békeszerződésig Varasd vármegye Ivaneci járáshoz tartozott. 2001-ben 141 háztartása és 378 lakosa volt.

## Külső hivatkozások
- Lepoglava város hivatalos oldala
- Lepoglava turisztikai egyesületének honlapja